# 2965 Surikov
2965 Surikov eller 1975 BX är en asteroid i huvudbältet som upptäcktes den 18 januari 1975 av den ryska astronomen Ljudmila Tjernych vid Krims astrofysiska observatorium på Krim. Den har fått sitt namn efter Vasilij Surikov.
Asteroiden har en diameter på ungefär 8 kilometer.